# Цыбуленко, Евгений Николаевич
Евге́ний Никола́евич Цыбуле́нко (укр.  Цибуленко Євген Миколайович, р. 21 октября 1972, Симферополь, Крымская область, УССР, СССР) — эстонский учёный, юрист-международник и публицист украинского происхождения. Председатель Украинского Землячества Эстонии (2017 — 2019).

## Биография
Родился 21 октября 1972 года в Симферополе, отец — украинский генерал-майор Николай Цыбуленко, с 1992 года — член-корреспондент Инженерной академии Украины по специальности коммуникации, внесший большой вклад в становление армии Украины, особенно в Крыму.
С двух до семи лет жил в Чехословакии, где проходил службу его отец. По мнению самого Цыбуленко, этот период жизни мог сильно повлиять на его мировоззрение.
Евгений Цыбуленко окончил институт международных отношений Киевского национального университета имени Тараса Шевченко (1996), где впоследствии защитил диссертацию (2000). Проводил пост-докторские исследования в Международном институте прав человека университета Де Поля в Чикаго (2002).
С 1994 работал юристом в Красном Кресте Украины. В 1996 году перешёл в Международный комитет Красного Креста, где проработал до 2000 года. С 2000 по 2009 доцент в Киевском международном университете, с 2009 — профессор КиМУ.
В 2003 году приехал в Эстонию на должность доцента Международного университета Аудентес, который впоследствии вошёл в состав ТТУ. В 2005 году был избран профессором и получил должность заведующего кафедрой международного и сравнительного права. Являлся основателем центра по правам человека при университете Аудентес и с 2007 по 2009 — его первым директором.
С 2010 по 2014 год — директор центра по правам человека Таллинской школы права (юридического института) Таллинского технического университета (Эстония) (до объединения с ТТУ в 2008 году — юр. фак. Международного Университета Audentes). Профессор (2005) и зав. кафедрой международного и сравнительного права (2005—2010), научный сотрудник (2010) ТТУ. Старший посещающий ментор в Балтийском Колледже Обороны.
Является автором более чем 40 книг и научных статей, а также автором более чем 200 публицистических статей, комментариев и интервью. Принимал участие в разработке ряда украинских законов. Является внешним экспертом Международного комитета Красного Креста, Эстонского Красного Креста, Эстонской комиссии по вопросам интеграции, Европейской комиссии и ОБСЕ. Лектор международных летних курсов по международному гуманитарному праву (МГП) в Варшаве, летней школы по МГП для стран СНГ и летней Балтийской академии по МГП.
В декабре 2009 года по представлению министра образования и науки Тыниса Лукаса, Цыбуленко было объявлено о предоставлении гражданства Эстонии за особые заслуги. По этой статье гражданство Эстонии может предоставляться не более чем десяти лицам в год. Решение о предоставлении эстонского гражданства вступило в силу после того, как Цыбуленко отказался от гражданства Украины: эстонский Закон о гражданстве не допускает наличия у натурализованного гражданина иного гражданства кроме эстонского.
В 2017 году избран Председателем Украинского Землячества Эстонии.
В 2018 году вошел в список из 20-ти «русофобски настроенных» политических и общественных деятелей Эстонии, которым РФ запретила въезд на свою территорию. Данный шаг Москвы стал ответной мерой на установленный Эстонией запрет на въезд в страну 49 гражданам России из списка Магнитского.
Свободно владеет украинским, английским и русским языками. В Эстонии преподает на английском и русском языках. Эстонским языком, по собственному признанию, владеет плохо, однако продолжает его изучение.

## Общественная и политическая деятельность

### Политические взгляды
- В войне в Грузии в августе 2008 года поддержал позицию грузинских властей, называя Россию агрессором и требуя немедленного вывода российских войск из зоны конфликта[13][14].
- Сторонник осуждения коммунистической идеологии как преступной[15][16].
- Является сторонником признания геноцидом Голодомора украинцев 1932-1933 годов[17], а также признания геноцида армян 1915 года[18].
- Выступает за героизацию участников украинского националистического движения, включая ОУН-УПА. Цыбуленко настаивает на именовании этих организаций не националистическими, а национально-освободительными[19][20].
- Активно критиковал политику президента Януковича и его команды[21][22].
- Во внутренней эстонской политике придерживается правых взглядов[23][уточнить] и часто подвергает критике политику центристской партии[24].
- Ввел в обращение популярный интернет-мем «9 мая — день победы Колымы над Бухенвальдом»[25][26].

### Политическая деятельность
Во время кризиса вокруг «Бронзового солдата» Цыбуленко стал инициатором и автором открытого письма в поддержку действий правительства Эстонии, подписанного 28 преподавателями ВУЗов. Среди других известных подписантов открытого письма — профессор Тартуского университета Юри Сепп, Ректор Международного Университета Audentes Пеэтер Мююрсепп (на сегодня — профессор Таллинского технического университета), вице-ректор по исследовательской работе Международного Университета Audentes Ивар Райг (на сегодня — профессор Таллинского университета), профессор Международного Университета Audentes Тоомас Варрак (на сегодня — профессор Таллинского технического университета), ректор Эстонской бизнес-школы Пеэтер Кроссь, а также Март Хельме, бывший посол Эстонии в России.
В январе 2009 года Цыбуленко присоединился к письму с требованием пересмотра решения Харьюского уездного суда об оправдании антифашистов, обвиняемых в организации массовых беспорядков в ходе кризиса вокруг памятника Бронзовый солдат и о продолжении процесса до обвинительного приговора. Составителями письма были известные эстонские националисты Мартин Хельме, Ааво Саавич, Эрго Рикманн и другие. Кроме Цыбуленко, письмо подписало около двух тысяч активистов эстонских националистических организаций и движений.
В 2014 году вступил в инициативную группу по созданию новой правой партии «Свободная партия Эстонии». Баллотировался по списку Свободной партии в избирательном округе № 7 (Ида-Вирумаа) на выборах в Рийгикогу (Парламент Эстонии) в 2015 году. За профессора проголосовали 25 человек.
В 2014-2015 годах помогал собирать информацию для фильма об участии российских сил в войне на Донбассе.

### Права человека
12 ноября 2007 года Цыбуленко стал директором открытого в Таллине при университете Audentes Центра по правам человека, пятого по счёту в Эстонии. Давая интервью эстонскому телевидению по этому случаю, профессор назвал неправительственный Центр информации по правам человека своим оппонентом.
2009 году центр был разделён на две части — фонд «Эстонский центр по правам человека» и центр по правам человека школы права ТТУ. С 2010 по 2014 годы Цыбуленко является директором центра по правам человека школы права ТТУ и председателем совета фонда «Эстонский центр по правам человека».
Центр осуществляет мониторинг прав человека в Эстонии, а также организовывает различные мероприятия, посвящённые правам человека. Наиболее известными в Эстонии являются организация ежегодной недели фильмов по правам человека в рамках Талиннского кинофестиваля «Темные ночи», а также компания социальной рекламы по толерантности.
Создание центра было одним из оснований предоставления Цыбуленко гражданства Эстонии за особые заслуги.
В сентябре 2009 года директор Центра информации по правам человека А. А. Семёнов утверждал, что правозащитный центр Евгена Цыбуленко не занимается правозащитной деятельностью. В своем ответе Семёнову Цыбуленко заявил, что информация о деятельности центра доступна на сайте www.humanrights.ee и в свою очередь обвинил Семёнова в том, что его взгляды «регулярно целиком и полностью совпадают с позицией МИДа РФ».
Широкую известность получила поддержка Цыбуленко решения об отключения трансляции передач российского телевидения в эстонских тюрьмах и призыв распространить эту практику на всю страну.
В 2014 году все функции университетского центра по правам человека были окончательно переданы Эстонскому центру по правам человека и университетский центр был закрыт.

## Публицистика
По словам Цыбуленко, публицистикой он начал активно заниматься после событий «бронзовой ночи».
Статьи и интервью Цыбуленко регулярно публикуются в крупнейших эстонских газетах «Postimees», «Eesti Päevaleht», «Õhtuleht», «МК-Эстония», крупнейшей латвийской газете Latvijas Avīze, а также самых читаемых Эстонских сайтов — Делфи, сайте национальной теле-радио корпорации Эстонии (ERR) и других. Статьи Цыбуленко часто становились самыми читаемыми статьями дня на различных порталах. Статья «Как Россия должна вести себя с Эстонией?» вошла в десятку самых читаемых статей за 2009 год на сайте национальной теле-радио корпорации Эстонии. Перепечатка статьи Цыбуленко «Бандеровцы — правда и исторические мифы» только на сайте форума иноСМИ собрала на сентябрь 2014 года более 330 тысяч посещений. Материалы Цыбуленко вызывают широкий резонанс и неоднозначную реакцию как в обществе, так и в СМИ, и публиковались на русском, украинском, эстонском, английском, финском, латышском, литовском, французском, польском, грузинском, арабском, китайском и других, в обшей сложности, 25-ти языках в более чем 30 странах мира.
Цыбуленко выступает с регулярными (в 2007—2009, еженедельными) комментариями на эстонском государственном русскоязычном Радио 4. Цыбуленко также участвует в программах и дает интервью на радио и ТВ разных государств.
9 августа 2008 года эстонский интернет-портал Kalev.ee опубликовал статью «2010 год — Русские войска в Ида-Вирумаа», которая была переопубликована рядом других порталов, в том числе inoСМИ.ru, Georgian Daily и экстремистским порталом Кавказ-центр. В августе 2008 года на портале Kalev.ee была опубликована статья Цыбуленко «Мюнхенский сговор 2, или Европейский театр абсурда».
Ряд российских изданий обвинили Цыбуленко в русофобии. Сам Цыбуленко обвинения в русофобии категорически отвергает:
...чтобы раз и навсегда закрыть этот вопрос, официально заявляю, что никогда русофобом не являлся и быть таковым не собираюсь. Да, я: 1. путинофоб; 2. коммунизмофоб; 3. великорусскошовинизмофоб; 4. российского империализмафоб. НО, все это никакого отношения к русофобии не имеет. Если для кого-то Россия и Путин (или далее по списку) синонимы, то примите мои соболезнования...
Цыбуленко помогает публиковаться в Эстонии оппозиционным российским авторам.
22 апреля 2010 года Цыбуленко опубликовал на портале DELFI одну из самых резонансных своих статей по итогам президентских выборов на Украине под названием «Спасти Украину!», в которой написал, что конец России в нынешнем виде неизбежен и её территория начнёт быстро распадаться на удельные княжества. Далее в той же статье он заявил:
Пора, отбросив ложный стыд и варенниковый патриотизм, признать, что в нынешнем виде Украина, как независимое государство, не состоялась, обречена и не имеет никаких перспектив. Восточная Украина является для государства неподъемным балластом, который утопит всю страну... Восточные области должны быть временно выведены из её состава. Избавившись от балласта, Западная Украина получит все возможности для построения демократического европейского государства и скорейшего вступления в ЕС и НАТО. После этого останется только дождаться, когда исторические условия созреют для того, чтобы мощная и успешная Украина смогла подобрать свои бывшие территории, а также территории, где компактно проживают украинцы.
Цыбуленко провёл параллель между Украиной и ФРГ, заявив, что западная часть Германии, отказавшись объединения с восточной, в итоге стала мощным государством и в конце концов присоединила к себе ГДР.
Статья вышла также на украинском языке и была опубликована многими российскими и украинскими порталами. Впоследствии Цыбуленко существенно дополнил данную статью, рассмотрев также исторические аспекты вопроса. Новая статья вышла под названием «Упущенный шанс Украины» на русском и украинском языках.
После аннексии Крыма прокомментировал у себя в блоге идею разделения страны, озвученную в данной статье так:
Статья писалась в мирное время и, помимо прочего, была прямым доказательством того, что в Украине нет запретных тем и любой вопрос можно обсуждать. В условиях открытой агрессии РФ этого делать категорически нельзя. Любая уступка ботоксному карлику будет восприниматься им исключительно, как приглашение к дальнейшим действиям. Отдали Крым — получили Луганск и Донецк. Отдадим и их — получим Одессу, Николаев, Херсон, Харьков, Днепропетровск и так, пока от Украины ничего не останется.

## Научные работы
1. Цибуленко Євген Миколайович. Міжнародно-правове регулювання застосування звичайних озброєнь: Дис… канд. юрид. наук: 12.00.11 / Київський ун-т ім. Тараса Шевченка. Інститут міжнародних відносин. — К., 1999. — 184 л. — Бібліогр.: л.166-182.
2. Tsybulenko, E.; Rinta-Pollari, H. (2023) Legal Challenges in Prosecuting the Crime of Aggression in the Russo-Ukrainian War. In: Review of Central and East European Law, 48 (3-4), pp. 319-350.
3. Tsybulenko E., Kajander A. (2022) Customary International Humanitarian Law and Article 36 of Additional Protocol I to the Geneva Conventions: A Stopgap Regulator of Autonomous Weapons Systems? In: TalTech Journal of European Studies, 12 (2), pp. 87-112.
4. Tsybulenko, E.; Platonova, A. (2022) Legal Instruments of the Shanghai Cooperation Organisation: A Case of Missed Opportunities? In: Sayapin S., Burnashev R. (Eds.). Central Asian Yearbook of International Law and International Relations. Volume 1. Eleven, The Hague, pp. 244–257.
5. Tsybulenko, E. (2022). Blinding Laser Weapons. In: Sayapin, S. et al. (Eds.). International Conflict and Security Law. T.M.C. Asser Press/Springer, The Hague, pp. 367-378.
6. Tsybulenko, E. (2022). Fuel air explosive weapons. In: Sayapin, S. et al. (Eds.). International Conflict and Security Law. T.M.C. Asser Press/Springer, The Hague, pp. 379-388.
7. Tsybulenko, E.; Platonova, A. (2022). Current Issues of Hague Law. In: Sayapin, S. et al. (Eds.). International Conflict and Security Law. T.M.C. Asser Press/Springer, The Hague, pp. 389-397.
8. Tsybulenko, E.; Suarez, S. (2022). INTERPOL. In: Sayapin, S. et al. (Eds.). International Conflict and Security Law. T.M.C. Asser Press/Springer, The Hague, pp. 673–691.
9. Tsybulenko E., Kajander A. (2021) The Hybrid Arsenal of Russia’s War Against the Democratic World. In: Mölder H., Sazonov V., Chochia A., Kerikmäe T. (eds) The Russian Federation in Global Knowledge Warfare. Contributions to International Relations. Springer, Cham. pp. 173-194.
10. Tsybulenko E., Tetera, I. (2021) Occupation of Crimea and military invasion of Donbas: International law and responsibility of the Russian Federation. In: Lodyn, P. (ed) Surviving near the empire: Price of the modern Kremlin's aggression. GOTsPND/IWP, Ivano-Frankivsk, pp. 152-182.
11. Цибуленко, Є.; Лобода, К. (2020). "Українська енциклопедія міжнародного права у світовому контексті" у "Український часопис міжнародного права / Ukrainian Journal of International Law", №3/2020, ст. 165-168.
12. Цибуленко, Є.; Тетера, І. (2020). "Міжнародно-правова кваліфікація окупації Донбасу. Псевдодержави і колабораціонізм на цій території" у "Право України", №11/2020, ст. 65-79.
13. Kajander, A., Kasper, A., Tsybulenko, Е. (2020). Making the Cyber Mercenary – Autonomous Weapons Systems and Common Article 1 of the Geneva Conventions. In: Jančárková, T. et al. (eds) 12th International Conference on Cyber Conflict. 20/20 Vision: The Next Decade. NATO CCDCOE Publications, Tallinn, pp. 79−95.
14. Tsybulenko, Е., Platonova, A. (2019). Violations of Freedom of Expression and Freedom of Religion by the Russian Federation as the Occupying Power in Crimea. In: Baltic Journal of European Studies, 9 (3 (28)), pp. 134−147.
15. Sayapin, S.; Tsybulenko, E. (Eds.) (2018) The Use of Force against Ukraine and International Law: Jus Ad Bellum, Jus In Bello, Jus Post Bellum. Springer, ISBN 978-94-6265-221-7
16. Tsybulenko E., Francis J.A. (2018) Separatists or Russian Troops and Local Collaborators? Russian Aggression in Ukraine: The Problem of Definitions. In: Sayapin S., Tsybulenko E. (eds) The Use of Force against Ukraine and International Law. T.M.C. Asser Press/Springer, The Hague, pp. 123-144.
17. Tsybulenko E., Kelichavyi B. (2018) International Legal Dimensions of the Russian Occupation of Crimea. In: Sayapin S., Tsybulenko E. (eds) The Use of Force against Ukraine and International Law. T.M.C. Asser Press/Springer, The Hague, pp. 277-296.
18. Tsybulenko, E.; Pakhomenko, S. (2016). The Ukrainian Crisis As A Challenge For The Eastern Partnership. In: Kerikmäe, T.; Chochia, A. (Ed.). Political and Legal Perspectives of the EU Eastern Partnership Policy. Springer International Publishing, 167−179.
19. Tsybulenko, E.; Hlushchenko, S. (2014). Comparative analysis of some aspects of the legal status of the Secretary of the Chamber of Higher Specialized Court of Ukraine and the Chair of judicial chamber of the Supreme Court of Latvia. L’Europe unie/United Europe, 7-8/2013-14, 25 — 30.
20. Tsybulenko, E.; Amorosa, P. (2012). National minorities in Estonia: 20 years of citizenship policies . L’Europe unie/United Europe, 6/2012, 85 — 90.
21. Tsybulenko, Evhen (2010). Ukraina kasutamata jäänud võimalus. Poliitika, riigiteadus, rahvusvahelised suhted, 24 — 34.
22. Цибуленко, Є. (2008). Українська громада Естонії як чинник політичного пливу. Національна академія наук України. Інститут історії України. (Eds.). Українці в Естонії: вчора, сьогодні, завтра (76 — 80). Київ: Геопринт
23. Цыбуленко, Е. H. (2008). Кто победил в «войне с террором»? Международное сообщество и глобализация угроз безопасности: сборник научных докладов. В 2 частях. Часть 2: Международное сообщество и национальные государства в поиске ответов на новые угрозы безопасности. (241—244). Великий Новгород: НовГУ имени Ярослава Мудрого.
24. Margassova, R.; Meiorg, M.; Ponomarjova, U.; Tsybulenko, E. (2008). ja pagulaste vabatahtliku tagasipöördumise toetamine, Uuringu lõpparuanne, Tallinn 2008, издание Центра по правам человека.
25. Цибуленко, Є. (автор раздела 2, п.3); (2007). Воєнні аспекти міжнародного права (видання 2-ге, доопрацьоване). Київ: Азимут-Україна (видання здійснене за фінансування Міжнародного Комітету Червоного Хреста).
26. Максименко, С. (2005, рецензент: Evhen Tsybulenko). Шенгенское право и свобода передвижения: международно-правовые аспекты глобальной миграции. Одесса: Астропринт, 192 с., ISBN 966-318-406-X.
27. Цибуленко, Є. (2004). Чубарєв Валентин Леонідович. Національна академія наук України. Інститут держави і права ім. В. М. Корецького (Eds.). Юридична енциклопедія (417—418). Київ: Українська енциклопедія
28. Tsybulenko, Evhen (2003). Implementation of International Humanitarian Law: experience of the Netherlands. International Law and National Legislation, 28 — 30.
29. Цибуленко, Є (2003), автор раздела в: Міжнародне право: військові аспекти: Навчальний посібник: Рекомендовано МОН/ За ред. В. Б. Толубка. Київ: Національна Академія Оборони України, 2003. 252 с.
30. Базов, В. (2003, рецензент: Evhen Tsybulenko). Кримінальна відповідальність за серйозні порушення міжнародного гуманітарного права. Київ: Істина
31. Цибуленко, Є (2002). Засоби ведення війни та захист навколишнього середовища. Український часопис міжнародного права, 42 — 47.
32. Цибуленко, Є. (2001). Міжнародний Комітет Червоного Хреста. Національна академія наук України. Інститут держави і права ім. В. М. Корецького (Eds.). Юридична енциклопедія (680—681). Київ: Українська енциклопедія
33. Цибуленко, Є. (2001). Міжнародна Федерація Товариств Червоного Хреста і Червоного Півмісяця. Національна академія наук України. Інститут держави і права ім. В. М. Корецького (Eds.). Юридична енциклопедія (662). Київ: Українська енциклопедія
34. Цибуленко, Є. (2001). Міжнародний Рух Червоного Хреста і Червоного Півмісяця. Національна академія наук України. Інститут держави і права ім. В. М. Корецького (Eds.). Юридична енциклопедія (688). Київ: Українська енциклопедія
35. Цибуленко, Є. (2001). Конвенція про заборону військового або будь-якого іншого ворожого використання засобів впливу на природне середовище. Національна академія наук України. Інститут держави і права ім. В. М. Корецького (Eds.). Юридична енциклопедія (225). Київ: Українська енциклопедія
36. Цибуленко, Є. (2001). Конвенція про заборону або обмеження застосування конкретних видів звичайної зброї, які можуть вважатися такими, що завдають надмірні пошкодження або мають невибіркову дію. Національна академія наук України. Інститут держави і права ім. В. М. Корецького (Eds.). Юридична енциклопедія (225). Київ: Українська енциклопедія
37. Цибуленко, Є. (2001). Конвенція про заборону застосування, накопичення, виробництва і розповсюдження протипіхотних мін та їх знищення. Національна академія наук України. Інститут держави і права ім. В. М. Корецького (Eds.). Юридична енциклопедія (225—226). Київ: Українська енциклопедія
38. Tsybulenko, E. (2001). The fourth student competition for F.F. Martens simultaneously took place in Moscow, Kiev and Tashkent. Международное право — International Law, 343—344.
39. Цибуленко, Є. (2000). Обмеження застосування звичайної зброї. Юридичний вісник, 105—109.
40. Дмитрієв, А.; Дяченко, В.; Цибуленко, Є.; Цюрупа, М. (2000). Міжнародне гуманітарне право: філософсько-правова доктрина регулювання збройних конфліктів. Четверта книга: Джерела, Принципи, Норми. Київ: Сфера
41. Цибуленко, Є.; Цимбалюк, М.; Шинкаренко, Л. (2000). Поширення знань про Міжнародний Рух Червоного Хреста і Червоного Півмісяця та Міжнародне Гуманітарне Право (Посібник). Київ: Нора-Прінт
42. Базов, В.; Качан, І.; Майоров, І.; Поніматченко, Ю. (2000, руководитель: Evhen Tsybulenko). Міжнародне гуманітарне право: Навчальний посібник. Варта
43. Цибуленко, Є. (1999). Оттавська конвенція — інструмент заборони протипіхотних мін (доповнена). Право України, 118—121.
44. Цибуленко, Є.; Заблоцька, Л. (1999). Оттавська конвенція — інструмент заборони протипіхотних мін. Світовий рух за заборону протипіхотних мін. Відповідь України? (120—128). Київ: Український незалежний центр політичних досліджень
45. Цибуленко, Є. (1999). Протипіхотні міни і міжнародне гуманітарне право. Держава і право. Щорічник наукових праць молодих вчених. (423—428). Київ: Ін Юре
46. Цибуленко, Є. (1998). Зброя об’ємного вибуху в світлі міжнародного гуманітарного права (доповнена). Право України, 109—113.
47. Цибуленко, Є. (1998). Пекельна зброя . Вісник Червоного Хреста України, 28 — 29.
48. Цибуленко, Є. (1997). Зброя об’ємного вибуху в світлі міжнародного гуманітарного права. Вісник Київського національного університету імені Тараса Шевченка, випуск 7, 124—128.
49. Цыбуленко, Е. (1997). Противопехотные мины — вызов, брошенный человечеству. Красный Крест. Бюллетень Белорусского Красного Креста, 10 — 11.
50. Tsybulenko, E. (1996). The problem of the prohibition of mines and blinding laser weapons. The Ukrainian Journal of Human Rights, 136—140.
51. Цибуленко, Є. (1996). Проблема заборони мін та засліплюючої лазерної зброї. Український часопис прав людини, 49 — 53.

## Видео
- В поле зрения — Круглый стол на ETV (эстонское государственное ТВ) 07.05.2007 (1 час).